# Řehořinky
Řehořinky (německy Řehořinka) jsou základní sídelní jednotka, součást města Kardašova Řečice v okrese Jindřichův Hradec v Jihočeském kraji. Nachází se asi 3,7 km jihozápadně od Kardašovy Řečice a asi 16 km severozápadně od centra Jindřichova Hradce. V roce 2021 zde žilo 49 obyvatel ve 21 domech.
V Řehořinkách je registrováno 15 čísel popisných (včetně okolních samot 21). Nachází se zde tři rybníky (Štichových, bezejmenný a Malá Ochoz) a turistický přístřešek. Kromě Řehořinek jsou součástí osady také samoty Lustigova Cihelna, Stachova Cihelna a Tesařka. Sousedními vesnicemi jsou Nítovice na severozápadě a Cikar na jihovýchodě.
Osada vznikla v 18. století po vykácení zdejšího lesního porostu. Zakladatelem byl hejtman hradeckého panství, Řehoř Auftief, podle kterého byla osada pojmenována.